# Luis Quintana Vega
Luis Fernando Quintana Vega (Ciudad de México; 3 de febrero de 1992) es un futbolista mexicano. Su posición es Defensa central y su actualmente está sin equipo.

## Trayectoria

### Inicios y UNAM
Su debut en Primera División fue en la Jornada 17 del Clausura 2013, en el juego Atlante 1 vs UNAM 2.
Los torneos siguientes de su debut recibió pocas oportunidades pero mostró buenas cualidades como zaguero. Fue hasta cuando el referente en defensa Darío Verón salió del equipo y Quintana fue titular indiscutible para el Apertura 2017, desde entonces el nuevo 4 ha tenido regularidad con el equipo felino a pesar de que ha cometido algunos errores.

### Necaxa
El 2 de junio de 2021 se hace oficial su llegada al Club Necaxa.
El 20 de octubre de 2022 se anuncia su salida del club.
Mazatlan FC
El 24 de enero del 2023 se hace oficial su llegada al equipo de Mazatlan 

## Estadísticas
Actualizado al último partido jugado el 20 de agosto de 2022.
| UNAM · México                       | 1ª            | 2012-13       | 1   | 0 | 8  | 0 | - | - | 9   | 0  |
| UNAM · México                       | 1ª            | 2013-14       | 7   | 0 | 8  | 1 | - | - | 15  | 1  |
| UNAM · México                       | 1ª            | 2014-15       | 5   | 0 | 7  | 1 | - | - | 12  | 1  |
| UNAM · México                       | 1ª            | 2015-16       | 8   | 1 | 5  | 1 | 2 | 0 | 15  | 2  |
| UNAM · México                       | 1ª            | 2016-17       | 7   | 0 | -  | - | 4 | 1 | 11  | 1  |
| UNAM · México                       | 1ª            | 2017-18       | 35  | 1 | 5  | 1 | - | - | 40  | 2  |
| UNAM · México                       | 1ª            | 2018-19       | 31  | 1 | 4  | 0 | - | - | 35  | 1  |
| UNAM · México                       | 1ª            | 2019-20       | 23  | 2 | 2  | 0 | - | - | 25  | 2  |
| UNAM · México                       | 1ª            | 2020-21       | 9   | 0 | -  | - | - | - | 9   | 0  |
| UNAM · México                       | Total club    | Total club    | 126 | 5 | 39 | 4 | 6 | 1 | 171 | 10 |
| C. Necaxa · México                  | 1ª            | 2021-22       | 10  | 0 | -  | - | - | - | 10  | 0  |
| C. Necaxa · México                  | 1ª            | 2022          | 1   | 0 | -  | - | - | - | 1   | 0  |
| C. Necaxa · México                  | Total club    | Total club    | 11  | 0 | 0  | 0 | 0 | 0 | 11  | 0  |
| Total carrera                       | Total carrera | Total carrera | 137 | 5 | 39 | 4 | 6 | 1 | 182 | 10 |
| (1)Incluye datos de la Copa México. |               |               |     |   |    |   |   |   |     |    |